# Ambasada Malty w Warszawie

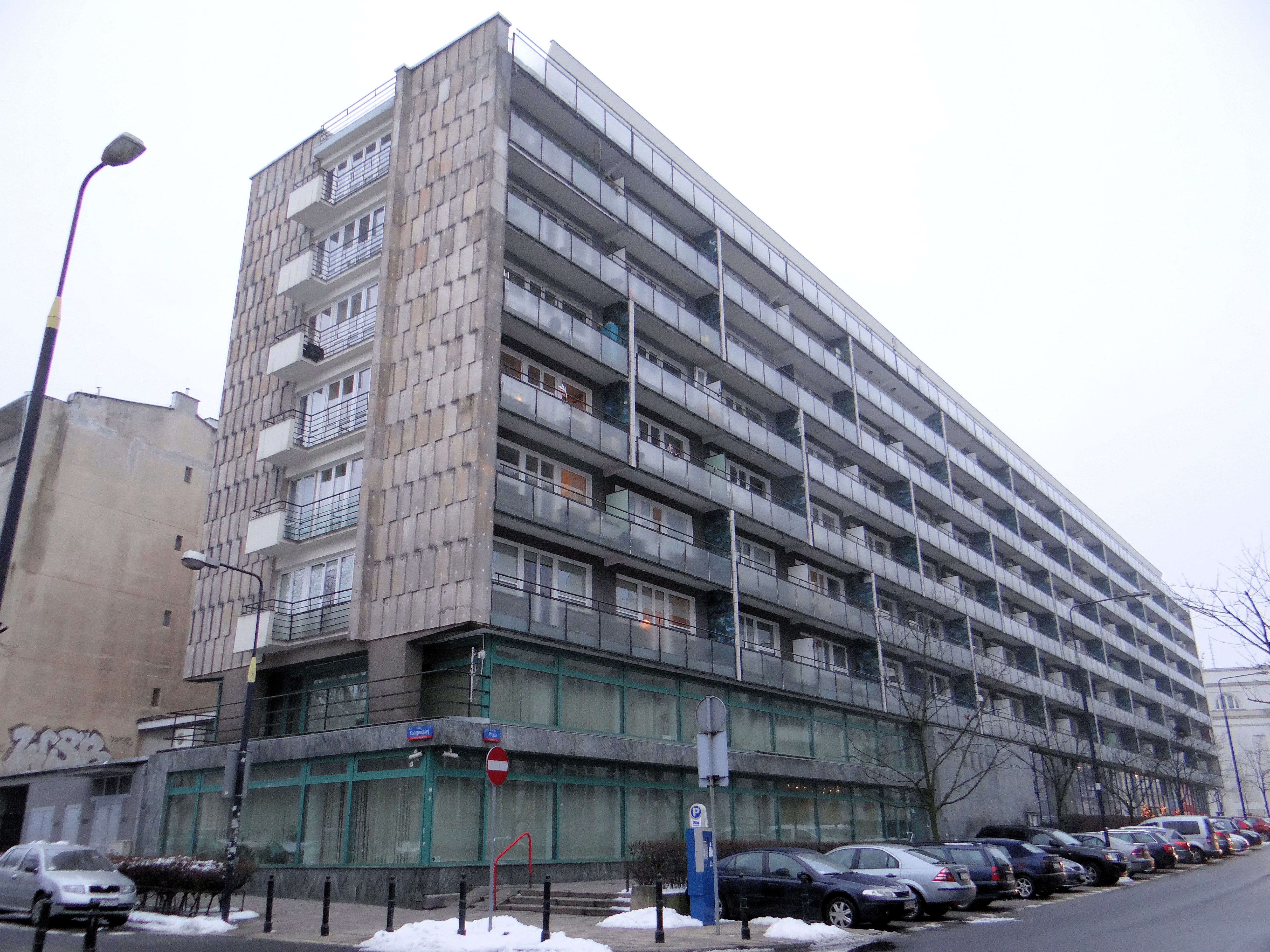
Siedziba Biura Turystyki Ambasady Malty przy ul. Wiejskiej 20

Ambasada Malty w Warszawie (malt. Ambaxxata ta 'Malta fil-Polonja, ang. Embassy of Malta in Warsaw) – maltańska placówka dyplomatyczna znajdująca się przy ul. Wiśniowej 40 w Warszawie.
Ambasador Malty w Warszawie akredytowany jest również w Gruzji.

## Podział organizacyjny
- Biuro ds. Turystyki, Visit Malta: ul. Wiejska 20, 00-490 Warszawa (2022-)[3].

## Siedziba
Stosunki dyplomatyczne z Maltą Polska nawiązała w 1971. W Warszawie akredytowane były ambasady Malty z siedzibami w Moskwie (1984−1991), La Valletcie (od 1991), Genewie, Bonn i Berlinie przy Klingelhöferstraße 7 (2001). W 2011 utworzono ambasadę w Warszawie przy ul. Wiśniowej 40.